# Phillip Island Grand Prix Circuit
A Phillip Island Circuit egy motorsport-versenypálya a Phillip Island szigeten, a Bass-szoros partján, az ausztráliai Victoria szövetségi államban, Melbourne-től 80 kilométerre délre. MotoGP, Superbike és V8 Supercars versenyeket rendeznek rajta.

## Története

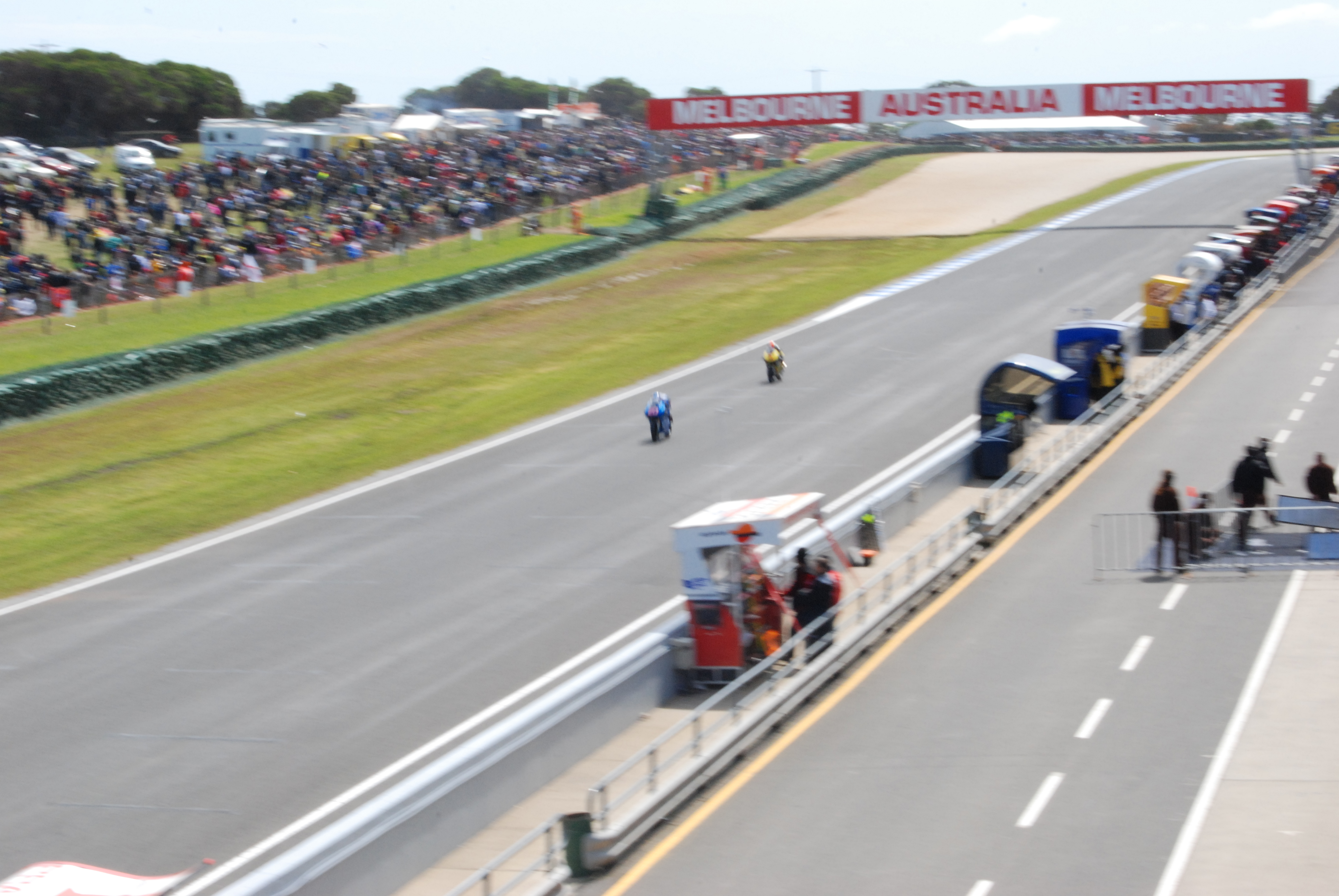
A célegyenes

Az első versenyt 1926-ban rendezték az első ausztrál nagydíj, az úgynevezett 100 mérföldes verseny keretében. Az akkori pálya egy nagysebességű háromszög volt, utcák lezárásával alakították ki. Hossza 10,6 km volt. A növekvő sebességek miatt építettek egy biztonságosabb, lejtőkkel, emelkedőkkel és szűk kanyarokkal teli pályát a szigeten, a repülőtér közelében. Ezt a pályát 1935-ig használták.
1951-ben kezdték el építeni a mai pályát, a sziget déli részén, közvetlenül a part mellett. Az első verseny 1956-ban tartották.
1962-ben hiányzott a pénz a szükséges javításokhoz, a pálya elveszítette a rajta tartott versenyeket 1966-os újranyitásáig. A '70-es években ismét bezárták. 1985-ben a pályát eladták és 1989-ben nyitották meg az első MotoGP ausztrál nagydíjjal, amelyet az 500 cm³ versenyben az ausztrál Wayne Gardner nyert meg 90 000 néző előtt. 1991-től 1996-ig az ausztrál nagydíjat Eastern Creek-ben, Sydney-ben rendezték, 1997-ben azonban visszatért a nagydíj Phillip Island-re.
1990 óta minden évben megfordul itt a Superbike világbajnokság.
1993 óta az Ausztrál Túraató-bajnokság (1996 óta V8 Supercars) egyik állomása.

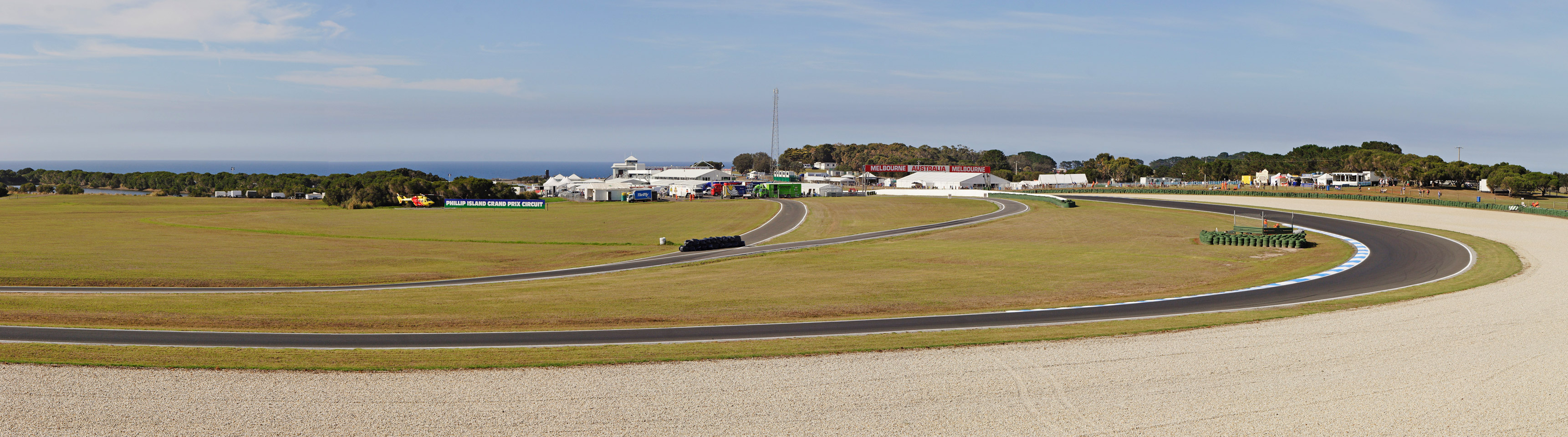
Panorámakép